# Ramon de Meer i Kindelán
Ramon de Meer i Kindelán, baró de Meer, (Barcelona, 11 de gener de 1787 - Madrid, 5 de novembre de 1869), fou un militar espanyol d'origen flamenc.

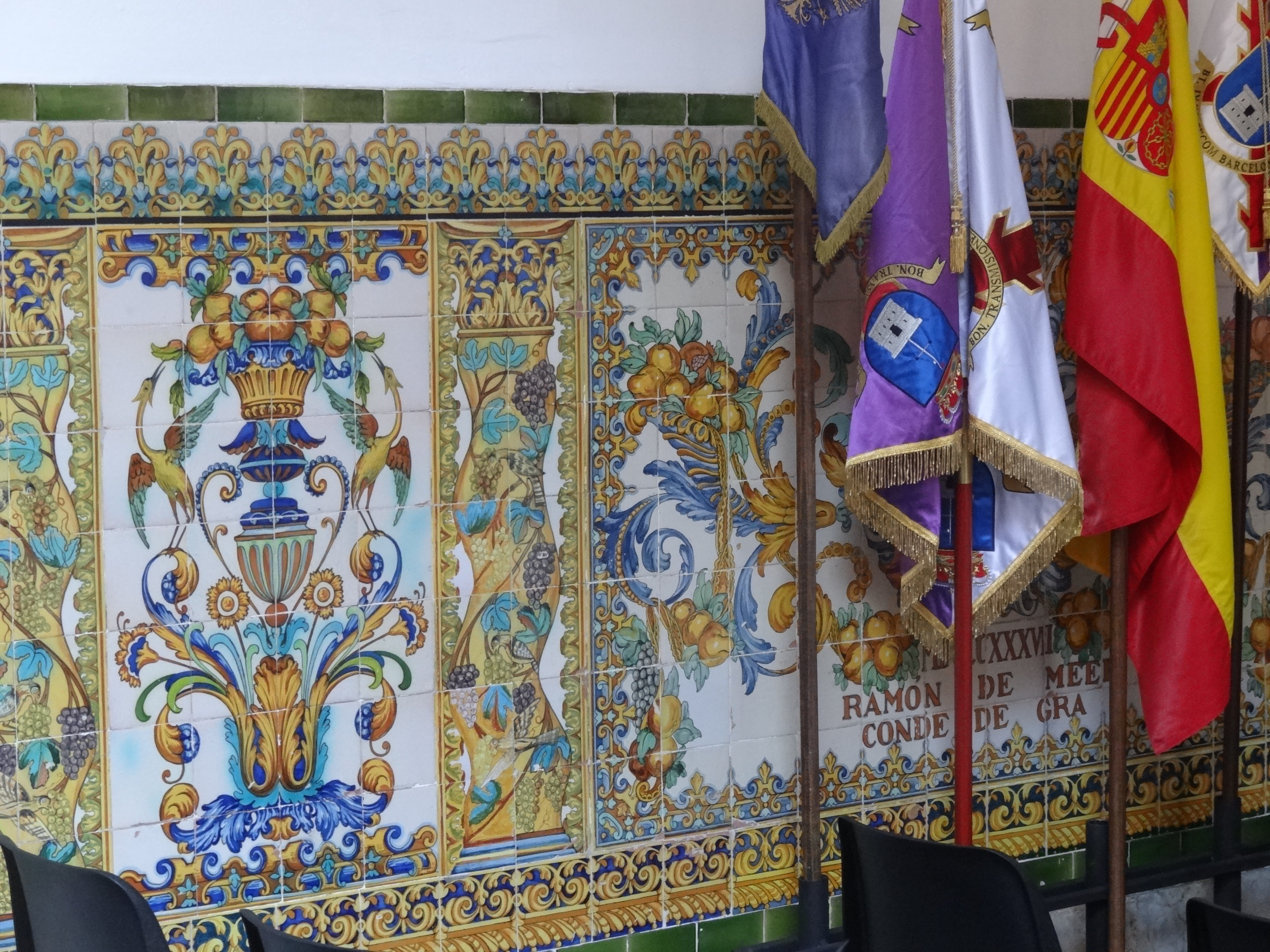
Escut de Ramon de Meer al claustre de la Capitania General de Barcelona

Vers el 1830 serví, a Barcelona, a les ordres del comte d'Espanya.
Durant la Primera Guerra Carlina lluità contra els carlins a Navarra. El 1837 fou nomenat capità general de Catalunya. Durant el seu mandat es decantà a favor dels moderats i reprimí amb duresa els progressistes, reorganitzant l'administració militar per fer una tropa més ofensiva. Desmembrà la milícia nacional i creà el Consell Superior de Catalunya i la Junta Central Administrativa, protegint l'activitat econòmica, considerant Catalunya com una unitat administrativa, en contra de l'opinió del govern, que s'esforçava a fer efectiva la recent divisió en províncies. Durant la guerra, va signar amb Antonio Urbiztondo el Conveni d'Elliot i dur a terme diverses campanyes victorioses contra els carlins: la batalla de Gra el 1837, la recuperació de Solsona el 1838 i d'Àger el 1839. A Cardona, una petita fortalesa construïda per a defensar el castell, porta el seu nom: la torre de Meer.
Però la repressió que va desfermar va arribar a un punt tan alt que les Corts van acabar destituint-lo i fou rellevat del seu càrrec el 1839, sent substituït per Jerónimo Valdés de Noriega. Tanmateix, tornà a ésser capità general de Catalunya entre el 1843 i el 1845. També fou diputat breument en 1845.
Fou nomenat primer comte de Gra, diputat i senador vitalici per la reina Isabel II d'Espanya.